# Pantonyssus nigriceps
Pantonyssus nigriceps är en skalbaggsart som beskrevs av Bates 1870. Pantonyssus nigriceps ingår i släktet Pantonyssus och familjen långhorningar.
Artens utbredningsområde är:
- Guyana.
- Panama.

Inga underarter finns listade i Catalogue of Life.